# Introd
Introd é uma comuna italiana da região do Vale de Aosta com cerca de 550 habitantes. Estende-se por uma área de 20 km², tendo uma densidade populacional de 27,5 hab/km². Faz fronteira com Arvier, Rhêmes-Saint-Georges, Valsavarenche, Villeneuve.

## Demografia
| Variação demográfica do município entre 1861 e 2011                               |
|                                                                                   |
| Fonte: Istituto Nazionale di Statistica (ISTAT) - Elaboração gráfica da Wikipedia |